# Nirkh
Nirkh é um distrito da província de Wardak, no Afeganistão.